# Шикалов, Юрий Александрович
Юрий Александрович Шикалов (род. 12 апреля 1985) — российский самбист и дзюдоист, бронзовый призёр чемпионата России по самбо 2014 года, обладатель Кубка России по дзюдо 2005 года, призёр розыгрышей Кубков России и мира по самбо, мастер спорта России. Выступал во второй средней весовой категории (до 90 кг). Его наставниками были  В. В. Сальников и Дмитрий Кабанов.

## Спортивные достижения
- Кубок России по дзюдо 2005 года — [1];
- Кубок России по самбо 2010 года —  (в команде)[1];
- Кубок мира по самбо 2011 года — [1];
- Кубок России по самбо 2012 года — [2];
- Международный турнир категории «А» по самбо на призы Асламбека Аслаханова 2013 года — [3];
- Чемпионат России по самбо 2014 года — ;
- Чемпионат России по самбо 2014 года —  (в команде)[1];
- Чемпионат России по самбо 2015 года —  (в команде)[1];